# Cratere Caroline
Caroline  è un cratere sulla superficie di Venere.